# Sheldonella lateralis
Sheldonella lateralis is een tweekleppigensoort uit de familie van de Noetiidae. De wetenschappelijke naam van de soort is voor het eerst geldig gepubliceerd in 1844 door Reeve.